# Chromonephthea brevis
Chromonephthea brevis är en korallart som beskrevs av van Ofwegen 2005. Chromonephthea brevis ingår i släktet Chromonephthea och familjen Nephtheidae. Inga underarter finns listade i Catalogue of Life.